# Zygia latifolia
Espèce
Zygia latifolia est une espèce de plantes à fleurs du genre Zygia et de la famille des Fabaceae. Son aire de répartition d'origine s'étend du Sud du Mexique jusqu'à l'Amérique tropicale. C'est un arbuste ou un arbre qui pousse principalement dans le biome tropical humide. Cette espèce présente des propriétés médicinales.

## Description
Zygia latifolia est un arbre pouvant atteindre 15 m de haut. Les branches et les tiges sont glabrescentes. Les feuilles mesurent jusqu'à 13 cm de long, pennées jusqu'à 12 cm de long, glabres ; à folioles elliptiques ou largement elliptiques de 7-11,5 cm de long et environ 5 cm de large. Les nervures principales sont inégales, surtout à la base de la paire de folioles terminales. Une glande circulaire d'environ 1 mm de diamètre est placée entre chaque paire de folioles. Les pétioles de 3-5 mm de long sont généralement glabres, avec une glande circulaire d'environ 3 mm de diamètre entre les paires de pinnules. Ces pétioles presque noirs et les nervures inégales à la base des folioles sont des caractéristiques de l'espèce. Les stipules sont triangulaires, de 2 mm de long, striées, fugaces. Les inflorescences sont des épillets 5-10 mm de long, cauliflores, avec des pédoncules jusqu'à 4 mm de long, glabres. Les bractées florales sont triangulaires de 0,5 mm de long, pubescentes. Les fleurs sont blanchâtres, roses vers l'apex. Le calice est campanulé, légèrement pubescent, avec cinq lobes asymétriques. La corolle est tubulaire, de 7-8 mm de long. L'ovaire est glabrescent, sessile. Les fruits sont plats ou légèrement incurvés, jusqu'à 20 cm de long et 3,3 cm de large, déhiscents, à folioles cartonnées, glabres, brun foncé. Les graines sont largement elliptiques, de 25-30 mm de long, 20-25 mm de large et de 5 mm d'épaisseur. La floraison a lieu d'avril à mai.

## Répartition et habitat
Zygia latifolia est présent du Sud-Est du Mexique jusqu'à l'Amérique du Sud (Amazonie) et au Nord de la Bolivie.
Il est commun, sur les berges des rivières, en zone atlantique depuis le niveau de la mer et jusqu'à 50 m d'altitude. 

## Liste des variétés
Selon GBIF (30 janvier 2025) :
- Zygia latifolia var. glabrata (Mart.) Barneby & J.W.Grimes
- Zygia latifolia var. lasiopus (Benth.) Barneby & J.W.Grimes

## Systématique
Le nom correct complet (avec auteur) de ce taxon est Zygia latifolia (L.) Fawc. & Rendle.

### Étymologie
Le nom générique Zygia vient du grec « zugon » précisant que le nombre de paires de folioles est réduit. L'adjectif latifolia  du latin « latifolius » expliquant que les feuilles sont larges
.